# Pseudoleistes virescens
Pseudoleistes virescens là một loài chim trong họ Icteridae.